# XXX (album de ZZ Top)
Pour les articles homonymes, voir XXX.
Albums de ZZ Top
Rhythmeen
(1996) Mescalero
(2003)
XXX est le treizième album de studio du groupe ZZ Top, sorti le 28 septembre 1999, bien qu'il comporte certes huit chansons enregistrées en studio(s), mais aussi quatre en concert(s).
Le titre se prononce comme le nombre 30, ici en chiffres romains (thirty en anglophonies, traduisible dans les différentes langues des pays de diffusion et d'écoute de l'album, dont "trente" en francophonies, etc.), car l'album sort l'année du trentième anniversaire de la création du groupe.[réf. souhaitée]

## Liste des titres
Toutes les chansons sont écrites et composées par Billy Gibbons, Dusty Hill et Frank Beard, sauf (Let Me Be Your) Teddy Bear par Bernie Lowe et Kal Mann.
| No  | Titre                                                                             | Durée |
| --- | --------------------------------------------------------------------------------- | ----- |
| 1.  | Poke Chop Sandwich                                                                | 4:50  |
| 2.  | Crucifixx-A-Flatt                                                                 | 3:59  |
| 3.  | Fearless Boogie                                                                   | 4:01  |
| 4.  | 36-22-36                                                                          | 2:36  |
| 5.  | Made into a Movie                                                                 | 5:13  |
| 6.  | Beatbox                                                                           | 2:48  |
| 7.  | Trippin'                                                                          | 3:55  |
| 8.  | Dreadmonboogaloo                                                                  | 2:36  |
| 9.  | Live Intro by Ross Mitchell (voix de Ross Mitchell annonçant le groupe sur scène) | 0:35  |
| 10. | Sinpusher (live)                                                                  | 5:18  |
| 11. | (Let Me Be Your) Teddy Bear (live)                                                | 5:21  |
| 12. | Hey Mr. Millionaire (live)                                                        | 4:14  |
| 13. | Belt Buckle (live)                                                                | 4:05  |

## Musiciens
- Billy Gibbons : chant, guitare ;
- Dusty Hill : chant, basse ;
- Frank Beard : batterie, percussions ;
- additionnellement Jeff Beck : guitare et chant sur Hey Mr. Millionaire.

## Classements hebdomadaires
| Classement (1999)                  | Meilleure position |
| ---------------------------------- | ------------------ |
| Allemagne (Media Control AG)       | 11                 |
| Finlande (Suomen virallinen lista) | 24                 |
| France (SNEP)                      | 50                 |
| États-Unis (Billboard 200)         | 100                |
| Suède (Sverigetopplistan)          | 26                 |
| Suisse (Schweizer Hitparade)       | 23                 |